# Jade-Fitzroy
Jade-Fitzroy est un réseau de la Résistance intérieure française, fondé en 1940.

## Histoire
Créé en France en décembre 1940, Jade-Fitzroy est un réseau de résistance ; il rassemble d'emblée des hommes aux origines politiques très différentes. Les deux principaux fondateurs, en effet, sont Claude Lamirault, à vingt deux ans ancien Camelot du Roi (l'organisation de jeunesse de l'Action française), et Pierre Hentic, dit Maho, ancien membre des Jeunesses communistes. Il est rattaché au MI6 britannique, et non au Bureau central de renseignements et d'action (BCRA), le service de la France libre, jusqu'en juillet 1944, date à laquelle il rejoint les réseaux du BCRA. L'organisation que Claude Lamirault met en place recrute en premier lieu sa famille et sa belle-famille, ses camarades du 27e bataillon de chasseurs alpins.
De la fin de 1940 à la fin de 1941, les hommes de Jade-Fitzroy consacrent l'essentiel de leurs activités à la constitution minutieuse de leur réseau et au recrutement de nouveaux membres. Une dizaine de sous-réseaux spécialisés sont ainsi créés. Par la suite, Jade-Fitzroy se spécialise dans le renseignement militaire. Les principales recherches concernent les mouvements de l'armée allemande, la production aéronautique, les ports maritimes, les transmissions, la construction du Mur de l'Atlantique et autres installations de défense, ainsi que, à la fin de la guerre, les rampes de lancement des V1 et V2.
Après l'arrestation de Claude Lamirault, en décembre 1943 à Paris, la direction du réseau est confiée à sa femme, jusqu'à l'arrestation de celle-ci, en avril 1944. Jade-Fitzroy a compté jusqu'à 708 agents, selon Alya Aglan.
Ce réseau ne doit pas être confondu avec le réseau Jade-Amicol, issu d'une scission intervenue en 1942, et beaucoup plus marqué à droite. Le réseau de renseignement Jade-Fitzroy fut aussi lié à un autre réseau de renseignements en Bretagne, le réseau Johnny.

## Quelques membres du réseau
- Claude Lamirault, Compagnon de la Libération[1]
- Denise Lamirault
- Jean-Roger Jaffré
- Colonel Bonneau
- Paul Fortier
- M. Foussard
- Madeleine Guex
- Jean-Daniel Jurgensen (Jean Lorraine)
- Joseph Mouden
- Eugène Perot
- Pierre Hentic (Maho)[2]
- Maurice Hourcade
- Anne-Marie Hourcade
- Anatole Lewitsky
- Mme Simansky
- Paul et Jean Le Hir
- Paul Soutumier
- Georges Tournon[4]
- M. Jean Ertzbischoff
- Jean-Emile Weibel[5]
- Jean-Louis Rolland, député de la SFIO dans le Finistère[6]
- Colonel Josset
- René Boltz, Marcel Bosquet, Marcel Cotteret, Léon Humbert, Max Leban et Arthur Lambert, six membres du réseau malouin, fusillés au Mont Valérien le 2 décembre 1943[7]
- René Aubertin (Praline), adjoint de Fortier, secrétaire général et secrétaire chiffreur, déporté-rapatrié de Dachau[8]
- Jean Trevoux, chef de secteur, décédé d'un accident de voiture en septembre 1944 [8]
- Pierre Durande[9], déporté-rapatrié à Buchenwald puis Dora
- Jean-François Coatanea[10] de Plougonvelin (Finistère)
- Léon Jeambrun[11]
- Eva et Louis DEVRIÈRE-CIOCCA
- M. Henri COLLOMB (Christophe)
- Andrée Peel